# Stazione di Castagnole delle Lanze
La stazione di Castagnole delle Lanze è una stazione ferroviaria posta lungo la linea Alessandria-Cavallermaggiore, e origine della linea per Asti.

## Storia

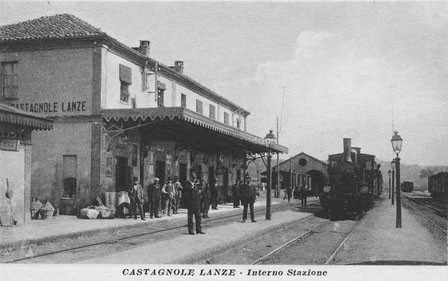
La stazione in una cartolina d'epoca

La stazione fu aperta il 13 ottobre 1865, contemporaneamente alla tratta da Bra a Nizza Monferrato, che completava la linea Alessandria-Cavallermaggiore ed era in origine gestito da Strade Ferrate dello Stato Piemontese.
Nel 1870, con l'apertura della linea per Asti, divenne stazione di diramazione.
A seguito della statizzazione delle ferrovie, tra il 1905 e il 1906, le linee in ultimo gestite dalla Società per le Strade Ferrate del Mediterraneo venne incorporata nella rete statale e l'esercizio degli impianti fu assunto dalle Ferrovie dello Stato.
Dal 2001 la gestione delle linee, e con esse quella della stazione di Castagnole, passò in carico a Rete Ferroviaria Italiana la quale ai fini commerciali classifica l'impianto nella categoria "Bronze".
Dal 30 aprile 2010 venne sospeso il traffico sulla tratta Alba-Castagnole, a causa deil'instabilità alla galleria Ghersi (posta tra Barbaresco e Alba), che necessitava di ingenti interventi strutturali per la messa in sicurezza, interrompendo dunque le relazioni con Alba. Tale sospensione fu rimarcata definitivamente dal 17 giugno 2012, con la chiusura delle tratte Castagnole-Asti e Castagnole-Cantalupo, per decisione della Regione Piemonte, che a differenza della confinante Lombardia non intese avviare un programma di valorizzazione del trasporto su ferro, decretando la sospensione dei contratti di servizio su numerose linee secondarie di propria competenza. La stazione rimase dunque senza traffico, per effetto della sospensione del servizio su tutte le tratte a cui era connessa.
L'11 novembre 2018 la stazione è stata reinaugurata al passaggio di due treni storici di Fondazione FS Italiane (di cui il primo con locomotiva a vapore) in occasione della riapertura turistica della tratta Asti-Castagnole-Nizza Monferrato.
Dal 4 maggio 2019 è stato parzialmente riaperto allo stesso scopo il tronco Alba-Castagnole a scopi turistici, limitato fino a Neive, come prosecuzione delle tratte Asti-Castagnole-Nizza, mentre il restante tratto fino ad Alba dal 27 novembre 2021.
Dopo anni di battaglie dei territori, a giugno 2022 viene approvata dalla Regione la riapertura al servizio commerciale delle tratte Alba-Asti e Mortara-Casale, che avrebbe avuto effetto a partire da settembre 2023.
La tratta Asti-Alba è stata ufficialmente riaperta al servizio ordinario dall'11 settembre 2023 e la stazione è nuovamente servita da 6 coppie giornaliere di treni nei giorni feriali.

## Strutture e impianti

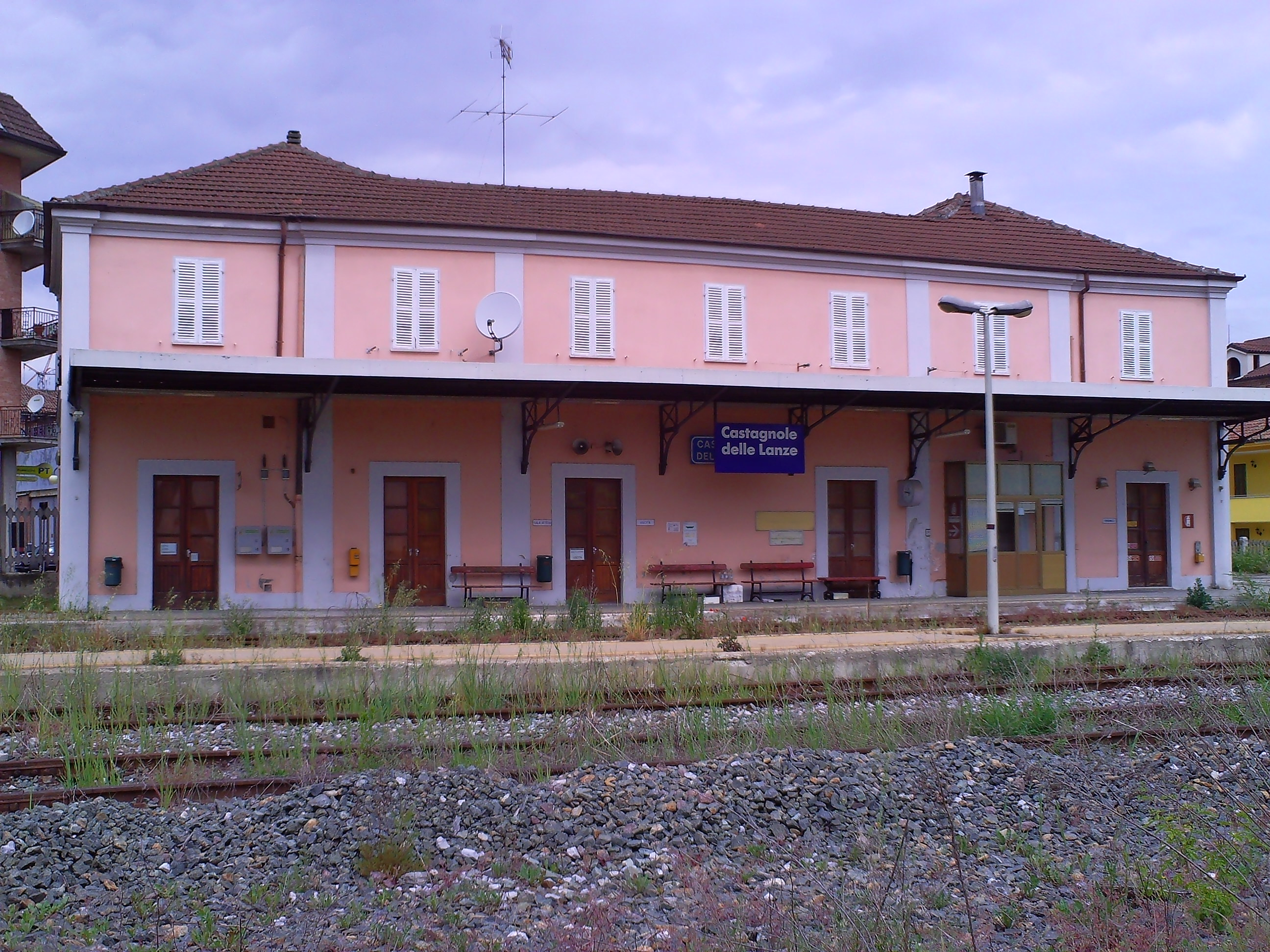
Stazione lato binari

La stazione è dotata di 4 binari passanti, di cui i primi tre dotati di banchine sono destinati al servizio viaggiatori. Il primo binario è di corretto tracciato delle tratte Alba-Castagnole-Asti su cui avviene la maggior parte del traffico, mentre il secondo di transito della tratte Alba-Castagnole-Nizza, con deviazione in direzione Alba e corretto tracciato in direzione Nizza. Gli altri due binari sono di deviazione, con scambi percorribili a 30km/h, di cui il terzo utilizzato per incroci o precedenze, mentre il quarto è di servizio, utilizzato soltanto per il ricovero dei mezzi d'opera, come i treni cantiere.
Il fabbricato viaggiatori della stazione si dispone su due piani; ospita l'ufficio del Dirigente Movimento, che predispone del banco di manovra per gli enti del piazzale della stazione, oltre al sistema di telecomando punto-punto per il comando a distanza della stazione di Canelli.
La stazione dispone anche dello scalo merci, in direzione Asti, dotato di un magazzino e altri binari tronchi per il ricovero delle merci, in disuso.

## Movimento
La stazione è servita da treni regionali feriali escluso il sabato svolti da Trenitalia sulla relazione Alba-Asti, nell'ambito del contratto di servizio stipulato con la Regione Piemonte. Il servizio ordinario sulla tratta Castagnole-Alessandria resta sospeso e autosostituito dal 17 giugno 2012, giorno in cui fu sospeso il traffico su tutte le tratte di cui la stazione era servita, per decisione della stessa Regione.
Dall'11 novembre 2018 è servita su calendario da treni turistici di Fondazione FS, che comprendono anche il tratto Castagnole-Nizza.